# Ксенофонтов, Гавриил Васильевич
Гавриил Васи́льевич Ксенофо́нтов (4 (16) января 1888 — 28 августа 1938) — исследователь истории, этнографии и фольклора якутов, а также эвенков и бурят.

## Биография
Родился 4 (16) января 1888 года в урочище Тиит Арыы 4-го Мальжагарского наслега Западно-Кангаласского улуса Якутии. Сын руководителя фактории. В семье было много братьев и сестер, среди них — Павел Ксенофонтов, деятель антибольшевистского движения.
В 1907 году окончил Якутское реальное училище. Образование получил на юридическом факультете Томского университета, который окончил в 1912 году, получив диплом юриста II степени. C 1913 по 1917 годы работал присяжным поверенным в Якутске. Член областного Комитета общественной безопасности, областной земской управы. Ксенофонтов был одним из создателей возникшего 25 июня 1917 года «Якутского трудового союза федералистов», от которого был избран во Всероссийское учредительное собрание. После разгона Учредительного собрания был включен в состав Сибирской областной думы.
1920—1923 гг. — сотрудник Иркутского государственного университета, первое время его работой руководил Б. Э. Петри.
Собирая материалы для своих исследований, он предпринял ряд экспедиций:
- 1921 — по центральным районам Якутии;
- 1923—1924 — в низовьях Лены и Оленька;
- 1925—1926 — по маршруту Якутск — Западно-Кангаласский улус — Вилюйский округ — Чона — Ербогачён — Нижняя Тунгуска — Красноярск — Хакасия — Западная Бурятия.

Собранный в экспедициях материал послужил основой для ряда работ по фольклору, этнографии и истории. Основной идеей Ксенофонтова было убеждение в том, что народная память в виде устных преданий хранит сведения о реальных исторических событиях и, следовательно, можно пытаться восстановить эту историю путём тщательного сопоставительного анализа записей устных преданий. Частично это доказывается тем, что сравнительно недавние предания находят своё подтверждение в российских письменных источниках.
С 1928 года жил в Иркутске. В 1930-е годы работал научным сотрудником НИИ языка и культуры при СНК Якутской АССР. Исследователь подготовил две большие работы: «Эллэйада» и «Ураангхай-сахалар». «Эллэйада» — сборник устных преданий, посвящённых легендарному первопредку и культурному герою якутов Эллэю. Её рукопись была обнаружена в 1965 году П. Е. Ефремовым в архивах издательства антирелигиозной литературы и издана в 1977 году. «Ураангхай-сахалар. Очерки по древней истории якутов» были изданы в 1937 году.
В 1937 переехал в г. Дмитров, где заканчивал 2-й том «Ураангхай-сахалар».
22 апреля 1938 г. его арестовали в Москве по «якутскому делу» вместе с П. А. Ойунским. 28 августа 1938 года ВК ВС СССР приговорён к высшей мере наказания за шпионаж и в тот же день расстрелян. Место захоронения — полигон НКВД «Коммунарка». Реабилитирован ВК ВС СССР 22 августа 1957 г.

## Память
Имя Г. В. Ксенофонтова присвоено краеведческому музею в Покровске, средней школе села Тиит Арыы Хангаласского улуса (1993).

## Опубликованные труды Г. В. Ксенофонтова
- Пролог к богатырским былинам якутов: олонхо [из былины «Эрэйдээх Буруйдаах Эр соҕотох» / пер. с якут. Г. В. Ксенофонтова] // Сибирские огни. — 1927. — № 2. — С. 64—67.
- Кочевой быт и религия: по якутским, тунгусским и бурятским материалам: основ. тез. // Бурятоведение. — 1928. — № 1—2. (5—6). — С. 1—11.
- Новые исследования по истории якутского народа// газ. Автономная Якутия. 1927. — № 135, 136
- Изображения на скалах реки Лены в пределах Якутского округа // Бурятоведение. 1927. — № 3/4. — С. 64—70;
- Легенды и рассказы о шаманах у якутов, бурят и тунгусов: (Материалы о мифологии урало-алтайских племен в Северной Азии). — Иркутск, 1928 (переиздано: М., 1930);
- Хрестес, шаманизм и христианство: (Факты и выводы). — Иркутск, 1929;
- Культ сумасшествия в урало-алтайском шаманизме: (К вопросу об умирающем и воскресающем боге). — Иркутск, 1929;
- Пастушеский быт и мифологические воззрения народов классического Востока. — Иркутск, 1929;
- Расшифровка двух памятников орхонской письменности из западного Прибайкалья М. Рэзэненом // Язык и мышление. Т. 1. — Л., 1933. — С. 170—173;
- Ураангхай-сахалар: Очерки по древней истории якутов. Т. 1. — Иркутск: Вост.-Сиб. обл. кн. изд-во, 1937. — Т. 1. — 576 с.; 2-е изд.: [в 2-х кн./ вступ.ст. В. Н. Иванова] — Якутск: Нац. изд-во Респ. Саха (Якутия), 1992. — 416 с.;
- Эллэйада: Материалы по мифологии и легендарной истории якутов.- М.: Наука, 1977. — 348 с. (АН СССР. Сиб. отд-ние Якут. фил. Ин-т языка, лит. и истории); 2-е изд: [сост., ред, В. М. Никифоров] — Якутск : Бичик, 2004. — 352 с.;
- Шаманизм: Избранные труды (публ. 1928—1929 гг.). — М.: «Север-Юг», 1992. — 318 c.;
- А. С. Пушкин «Алтан Аттааҕын» символларын туһунан (1937)// «Чувства добрые я лирой побуждал» (сб. статей)/ Сост. В. Н. Павлова; Нац. б-ка РС(Я). — Якутск: Сахаполиграфиздат, 1999;
- Письмена древне-тюркского населения Прибайкалья (из рукописных материалов Ксенофонтова Г. В.) // Илин. — 2005. — № 5. — С. 55—66;

## Работы о Ксенофонтове
- Хороших П. О докладе Г. В. Ксенофонтова «Завоевание якутами территории Якутской области и отражение этого в богатырском эпосе и в изображениях на скалах по р. Лене» // Власть труда. 1922. № 69—708;
- О работе этнографа Г. В. Ксенофонтова // Ксенофонтов Г. В. Ураангхай-сахалар: Очерки по древней истории якутов. — Т. 1. — Иркутск, 1937. — С. 3—11;
- Горький и Сибирь. — Новосибирск, 1961. — С. 262, 263, 276, 277;
- Эргис Г. У. Итоги и задачи изучения якутского фольклора // Основные проблемы изучения поэтического творчества народов Сибири и Дальнего Востока. — Улан-Удэ, 1961. — С. 53—56;
- Г. В. Ксенофонтов — якутский ученый-этнограф // Календарь знаменательных и памятных дат Якутской АССР на 1963 год. — Якутск, 1963. — С. 8-10;
- Советские историки-якутоведы, 1973. — С. 30—40;
- Эргис Г. У. О научной деятельности и рукописном архиве Г. В. Ксенофонтова // Очерки истории русской этнографии, фольклористики и антропологии. — 1978. — Вып. 8. — С. 122—141;
- Николаев И., Ушницкий И. Центральное дело: Хроника сталинских репрессий в Якутии. — Якутск, 1990. — С. 78—81; — РВост. № 4. — С. 125;
- Иванов В. Н. «Ураангхай-сахалар» Г. В. Ксенофонтова // Ксенофонтов Г. В. Ураангхай-сахалар: Очерки по древней истории якутов. — Т. 1, кн. 1. — Якутск, 1992. — С. 5—10;
- Дьячкова А. Н. Г. В. Ксенофонтов: ученый и общественно-политический деятель. — Якутск, 2000;
- Романова Е. Н. Г. В. Ксенофонтов: миф о странствующем герое // Репрессированные этнографы. — Вып.2. — М., 2003;
- Г. В. Ксенофонтов: возвращение к себе. Сборник научных статей. — М., 1998;
- Гавриил Васильевич Ксенофонтов: фотографии, документы. — Якутск, 2009.